# 上海虹橋国際空港
上海虹橋国際空港（シャンハイホンチャオこくさいくうこう、中国語: 上海虹桥国际机场、英語: Shanghai Hongqiao International Airport）は、中華人民共和国上海市長寧区、および閔行区に位置する空港。日本語での漢字の読みに従い、「虹橋」を「こうきょう」と読むこともある。

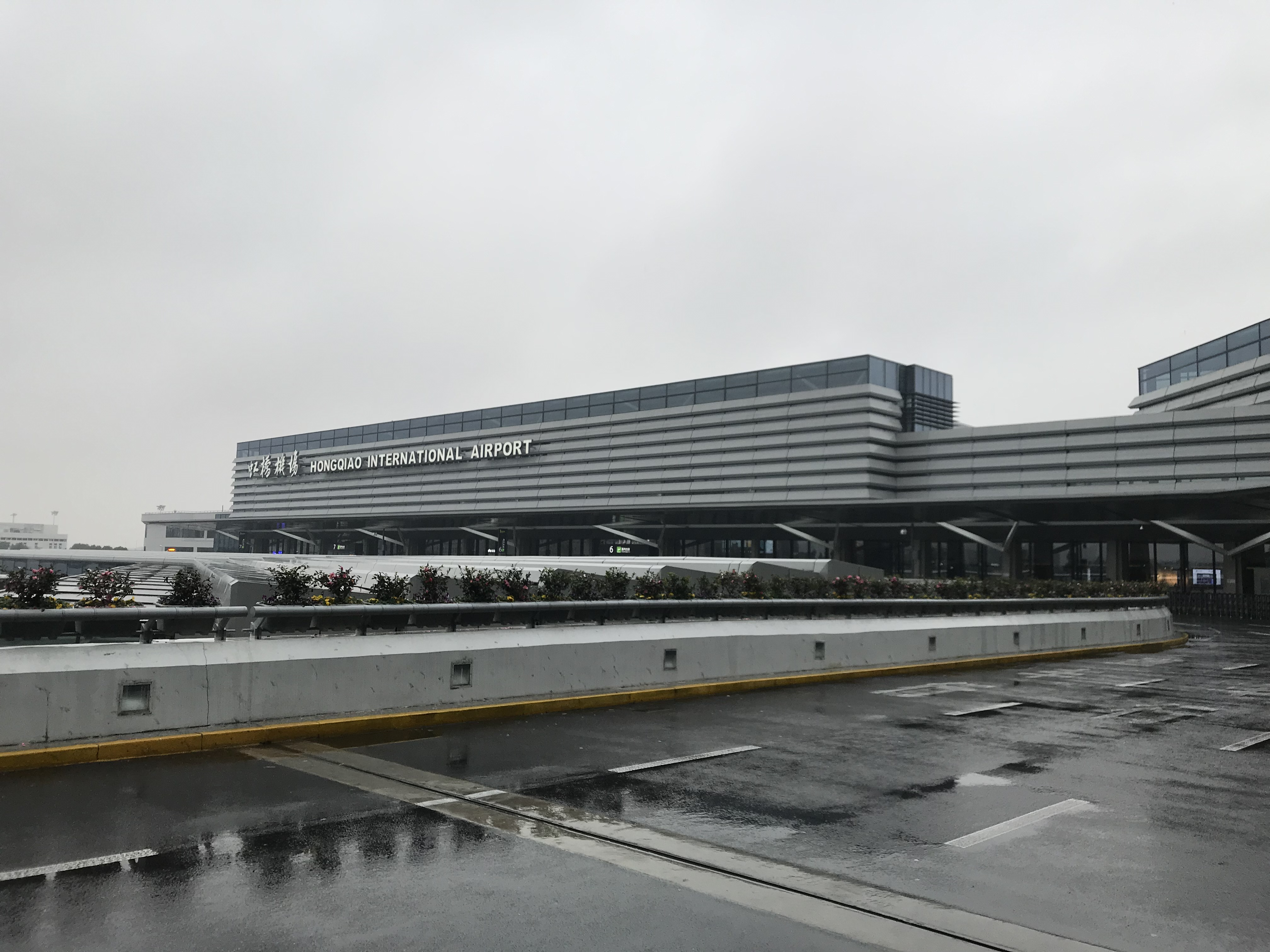
第1ターミナル

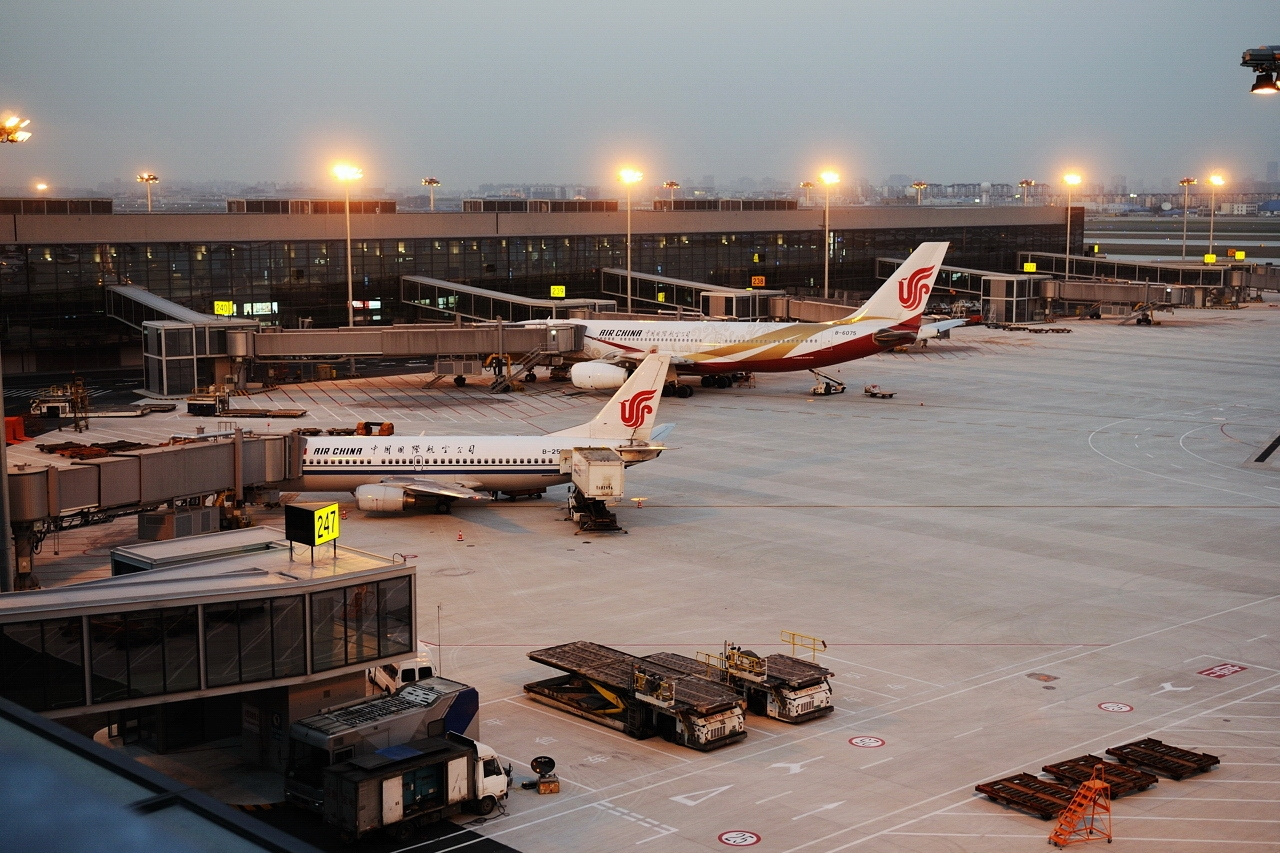
第2ターミナル

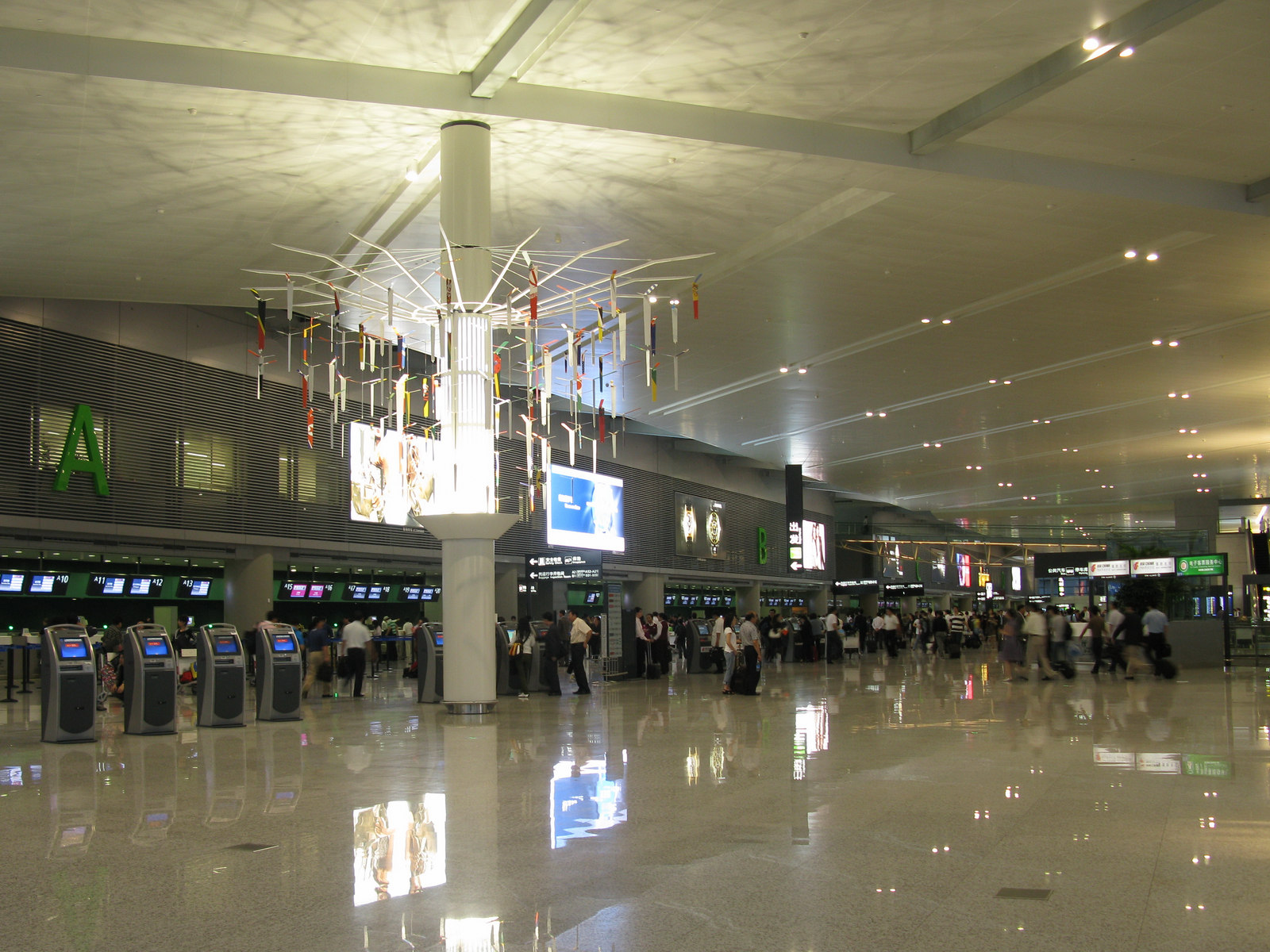
第2ターミナル出発階

## 概要
1923年に軍民共用空港として開港し、1964年に民間専用となった歴史ある空港で、中国民航や日本航空、パンアメリカン航空など世界中から乗り入れていた。市の中心から西に15kmの立地で交通至便である。1999年に上海浦東国際空港が開港してからは国内線専用空港となっていた。
2007年、日中韓政府間の合意により、当空港と同じく事実上国内線専用空港となっていた東京の羽田空港及びソウルの金浦空港との間に国際線定期チャーター便が就航した。2007年9月から羽田便が、同年10月からは金浦便が運航を開始した。なお、羽田空港再国際化に伴い2010年から羽田便は定期便に格上げされた。
2010年3月、第2ターミナルと新滑走路の供用が開始された。ターミナル間は無料のシャトルバスで連絡されている。ただし、この連絡バスは滑走路を大きく迂回するため所要時間が約15分ほどかかる。上海軌道交通10号線が空港の地下を横断しており、これに乗れば両ターミナルは5分で移動できる。第2ターミナルの西側には上海虹橋駅が建設された。16面30線の設備を持つ巨大な駅で高速鉄道と都市間鉄道が乗り入れており上海の鉄道網の要衝となっている。
2013年からは訪日観光ブームにより、日本への外国人観光客が急増した事もあり、中国東方航空が欧米長距離線用に配備したB777-300ER型機が羽田-虹橋線に投入される程の乗客数を誇る路線になっている。2020年東京オリンピックに向けて羽田空港の国際線受け入れ能力を上げる工事が進展しており、中国路線増加を希望する日中両国のビジネス利用層の要望もあることから、両国航空当局間の合意により、1日8往復(うち虹橋空港とは4往復)であった羽田空港発着中国路線が、2015年後半からは1日20往復までの増便を認める認可が出た。ただし虹橋空港と羽田空港とを結ぶ便は2018年3月現在1日4往復のままである。
2017年、第1ターミナルにあった旧国内線部分を改装し、国際線ターミナルとしてリニューアルオープンした。北京首都国際空港との間に、中国国際航空、中国東方航空、中国南方航空、大新華航空、上海航空によるシャトル便（京滬空中快線）が運航されている。
統計（2012年）
- 旅客数 33,828,726（中国第5位）
- 貨物取扱量(トン) 429,813.9（中国第7位）
- 発着回数 234,942（中国第7位）

## 就航航空会社
第1ターミナル（国際線）と第2ターミナル（国内線）に分かれているが、春秋航空の国内線は第1ターミナルに乗り入れている。下表太字は当空港をハブ空港・拠点空港としている航空会社。
| 航空会社                 | 就航地 | ターミナル |
| ------------------------ | --- | ---------- |
| 中国東方航空/INT         | 香港、マカオ、ソウル/金浦、台北/松山、東京/羽田 | 1          |
| 上海航空/INT             | 香港、マカオ、ソウル/金浦、台北/松山、東京/羽田 | 1          |
| 中国国際航空/INT         | 台北/松山 | 1          |
| 日本航空                 | 東京/羽田 | 1          |
| 全日本空輸               | 東京/羽田 | 1          |
| 大韓航空                 | ソウル/金浦 | 1          |
| アシアナ航空             | ソウル/金浦 | 1          |
| チャイナエアライン       | 台北/松山 | 1          |
| エバー航空               | 台北/松山 | 1          |
| キャセイパシフィック航空 | 香港 | 1          |
| 香港航空                 | 香港 | 1          |
| マカオ航空               | マカオ | 1          |
| 中国国際航空/DOM         | 北京/首都、成都、重慶、広州、天津 [季節運航] フフホト | 2          |
| 中国東方航空/DOM         | 安慶、安順、保山、北京/首都、長沙、成都、重慶、大理、大慶、デチェン、恩施、贛州、広州、貴陽、ハルビン、フフホト、淮安、嘉峪関、掲陽、済南、カシュガル、昆明、麗江、臨沂、六盤水、柳州、洛陽、芒市、南昌、南寧、普洱、青島、深圳、太原、騰衝、天津、銅仁、ウランホト、ウルムチ、威海、烏海、武漢、武夷山、廈門、西安、興義、西寧、塩城、延吉、煙台、宜昌、鄭州、珠海 | 2          |
| 中国南方航空             | 北京/首都、長沙、広州、貴陽、掲陽、カシュガル、南寧、オルドス、深圳、ウルムチ、煙台、鄭州 | 2          |
| 中国聯合航空             | 北京/南苑、石家荘 | 2          |
| 海南航空                 | 阿克蘇、北京/首都、広州、太原、ウルムチ | 2          |
| 河北航空                 | 石家荘 | 2          |
| 吉祥航空                 | 北京/首都、畢節、長沙、長治、成都、池州、重慶、広州、貴陽、昆明、麗江、竜岩、南寧、三亜、深圳、太原、ウルムチ、温州、廈門、西安、珠海 | 2          |
| 雲南祥鵬航空             | 昆明、宜春 | 2          |
| 山東航空                 | 重慶、済南、青島、威海、煙台 | 2          |
| 上海航空/DOM             | 包頭、北京/首都、長沙、成都、重慶、丹東、阜陽、福州、広州、桂林、貴陽、海口、ハイラル、ハルビン、フフホト、ホータン、黄山、ジャムス、掲陽、済南、井岡山、済寧、鶏西、昆明、蘭州、連雲港、麗江、臨沂、南昌、南寧、青島、チチハル、瀋陽、深圳、石家荘、太原、天津、ウルムチ、温州、武漢、廈門、西安、シーサンパンナ、徐州、煙台、宜昌、銀川、鄭州                     | 2          |
| 深圳航空                 | 景徳鎮、深圳 | 2          |
| 春秋航空                 | 常徳、長沙、成都、重慶、広州、貴陽、懐化、掲陽、昆明、蘭州、綿陽、黔江、青島、泉州、三亜、深圳、石家荘、ウルムチ、西安、廈門、珠海、遵義 | 1          |
| 天津航空                 | 天津 | 2          |
| チベット航空             | 成都、重慶、ラサ、ニンティ | 2          |
| 厦門航空                 | 北京/首都、福州、深圳、廈門 | 2          |

## アクセス

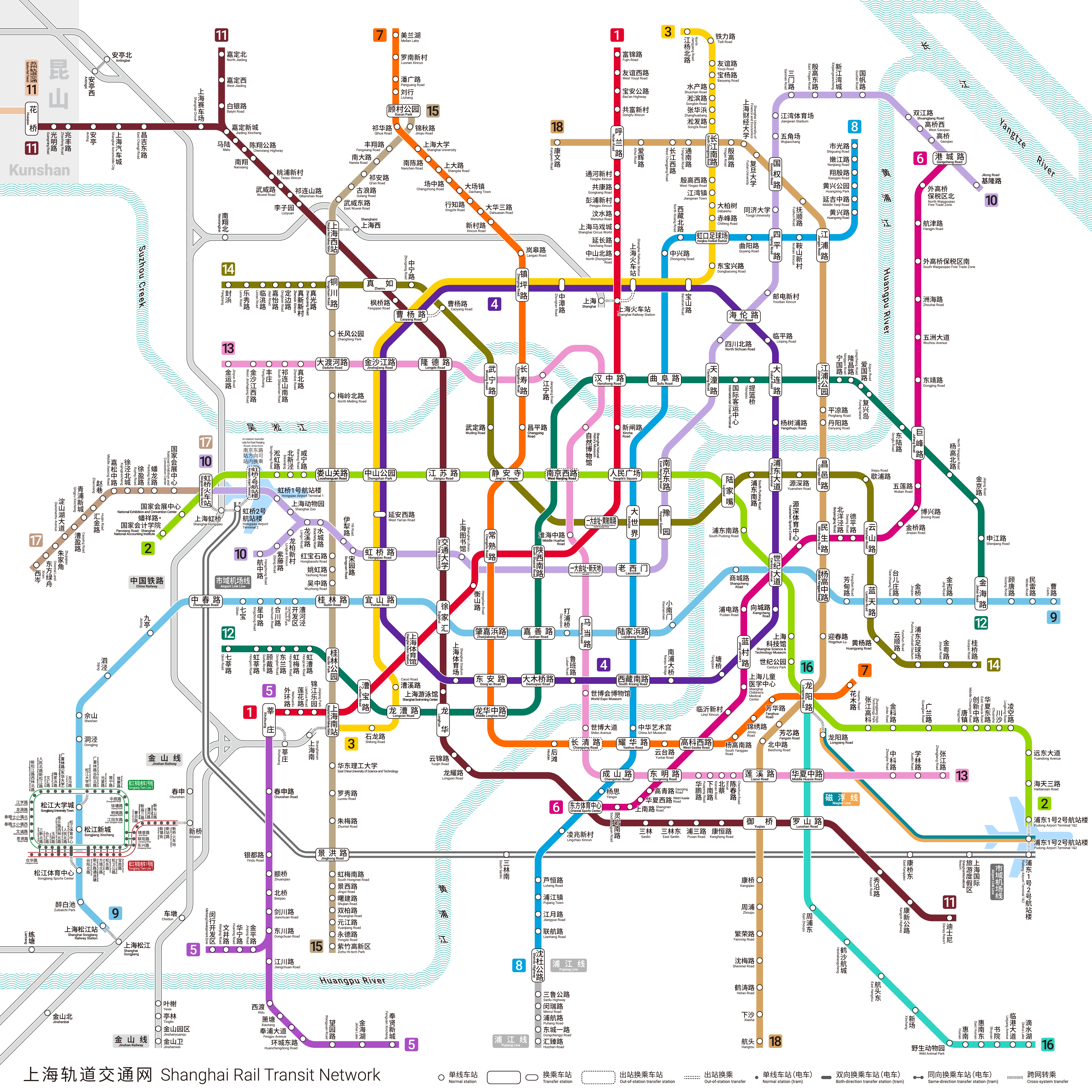
上海の鉄道の路線図

地下鉄
第1ターミナル
虹橋1号航站楼駅 - 上海軌道交通10号線
第2ターミナル
虹橋2号航站楼駅 - 上海軌道交通2号線、上海軌道交通10号線　(市内まで5元前後)
上海虹橋駅・虹橋火車站駅
隣接する上海虹橋駅は高速鉄道の上海における新しいターミナル駅として建設され（空港第2ターミナルからは徒歩で移動可能）、2010年7月1日に開業した。上海と北京間の京滬高速鉄道、上海と南京間の滬寧都市間鉄道、上海と杭州間の滬杭旅客専用線が乗り入れる。上海虹橋駅（虹橋火車站駅）には上海軌道交通2号線と10号線と17号線が乗り入れているほか、5号線、磁浮線が乗り入れる計画がある。
エアポートバス（第2ターミナル発着）
機場1線 - 上海浦東国際空港（直行）
路線バス
第1ターミナルからは上海駅行きの路線バス(941路)もある。
タクシー
市内まで50-100元前後